# Bryum heteroneuron
Bryum heteroneuron là một loài Rêu trong họ Bryaceae. Loài này được (Müll. Hal. & Kindb.) Renauld & Cardot mô tả khoa học đầu tiên năm 1893.